# Czajno
Czajno – wieś w Polsce położona w województwie kujawsko-pomorskim, w powiecie włocławskim, w gminie Lubraniec.
| SIMC    | Nazwa    | Rodzaj    |
| ------- | -------- | --------- |
| 0866314 | Komorowo | część wsi |
| 0866320 | Młyniska | część wsi |
| 0866337 | Nowiny   | część wsi |

W latach 1975–1998 miejscowość administracyjnie należała do województwa włocławskiego. Według Narodowego Spisu Powszechnego (III 2011 r.) liczyła 133 mieszkańców. Jest 27. co do wielkości miejscowością gminy Lubraniec.